# Hans Hippele
Hans Hippele (* 15. September 1904 in Zürich; † 20. April 1942 ebenda) war ein Schweizer Bildhauer, Maler und Grafiker. Sein Werk umfasst figürliche Plastiken, Kunst am Bau, Pastelle und Malerei. 

## Leben und Werk
Hans Hippele absolvierte eine Bildhauerlehre bei Otto Münch. Anschliessend besuchte er an der Académie de la Grande Chaumière Kurse bei Antoine Bourdelle. 1936 wohnte er vorübergehend zusammen mit Willy Guggenheim, Leo Leuppi und Louis Conne in Zürich.
Hans Hippele war Mitglied der Sektion Zürich der GSMBA. 1939 schuf er für die Schweizerische Landesausstellung das Fassadenrelief über dem Portal des Keramik- und Glaspavillons. Hans Hippele nahm erfolgreich an Wettbewerben teil. 1938, 1941 und 1941 erhielt er ein eidgenössisches Kunststipendium. Seine Werke stellte er in Gruppenausstellungen aus.